# ドロヘドロ
『ドロヘドロ』は、林田球による日本の漫画。著者にとっては『魔剣X ANoTHER』に続く2作目の長編連載となる。
2000年から2018年まで18年におよび、小学館の漫画雑誌4誌をまたいで連載された。また、4誌目を除いては創刊号から最終号まで通しての連載となった。
1. 『週刊ビッグコミックスピリッツ増刊イッキ』1号（2000年12月30日号） - 13号（2003年2月1日号） 『ビッグコミックスピリッツ』の増刊誌として創刊
2. 『月刊IKKI』2003年4月1日号（創刊号） - 2014年11月号（休刊号） 1.がリニューアルされ独立創刊
3. 『ヒバナ』2015年4月号（創刊号） - 2017年9月号（刊行終了） 『ビッグコミックスピリッツ』の増刊誌として刊行
4. 『ゲッサン』2017年12月号 - 2018年10月号

## 作風
魔法によって頭を爬虫類に変えられた記憶喪失の男が、自分の本当の顔と記憶を取り戻す姿を描いたダーク・ファンタジー作品。
著者は、この作品は「歌詞がメチャクチャダークで凶暴なのにメロディーは踊りたくなるくらい楽しい曲」からインスピレーションを受けて生まれたと語っており、退廃的で殺伐とした世界観と、グロテスクでハードコアな作風に、剽軽なキャラクターとブラックな笑いをちりばめることで独特のユーモアさを醸し出している。
登場するキャラクターのほとんどが、スリップノットのようなホラーテイストの覆面マスクを被っていることや、ファッション・物のデザイン・小ネタ等にヘヴィメタル（特にデスメタルや現代メタル）・ハードコア・パンク（含グラインドコア）等の暴力的な音楽の強い影響が見られるのも特徴である。

## あらすじ
「魔法使いの世界」から来た魔法使いによって、頭を爬虫類に変えられ、記憶を失った男、カイマン。そしてその友人、ニカイドウ。カイマンの口の中には謎の男が存在している。カイマンは自分の頭を元に戻すために、そして記憶を取り戻すためにニカイドウと共に「ホール」にやって来る魔法使いを狩っていく。彼は何者なのか、なぜ記憶がないのか、口の中の男は誰なのか。それはまだ……混沌の中。それが……ドロヘドロ!

## 登場人物
声の項はテレビアニメ版の声優。

### ホールの人々
カイマン
声 - 高木渉
本作品の主人公。カイマントカゲによく似た頭部を持つ男。推定25歳。身長216 cm、体重146 kg、足のサイズ38 cm。
ガスマスクと銃剣（当初M7を使用していたが、後にM9へ）がトレードマーク。魔法が効かない特殊体質を持っている。怪力の持ち主で刃物の扱いに長けており、ニカイドウには「ナイフを持ってこそ強い」と評価された。
ホール中央病院魔法被害者病棟でアルバイトをしながら、自分の本当の顔と記憶を取り戻すために、自分の顔に魔法をかけた魔法使いの手がかりを求めて、ホールを訪れる魔法使いを狩って生活している。
爬虫類の顔を持つ厳つい大男だが、少年のように素直で明るい性格であり、オバケが大の苦手。食事とビールが大好きで、特に大葉入りのギョーザが心の中の重要なところに位置するほどの大好物。ニカイドウのことは大切な友人だと思っている。
ホールの路地で発見される以前の記憶がなく、本名・生地・年齢などは一切不明。「カイマン」という名前は、彼を見舞いに来たニカイドウによる命名で、カイマン自身もその名を気に入っている。
煙ファミリーの一員である松村を殺害したため、報復として煙ファミリーの掃除屋（殺し屋）である心に首をはねられたが、首をはねられても新たな頭部が再生するという不死に近い身体を持っていることが判明した。
物語が進んで魔法使いの世界で暮らし始めてからは徐々に記憶を取り戻してゆき、魔法使い狩りを繰り返してきた自身もまた魔法使いだったのではないか、自分はかつて誰か大切な友人を傷つけたのではないか、という疑念と恐れを抱くようになる。
ニカイドウを守るために煙と戦う最中、魔法が解け遂に本当の顔を取り戻すが、全身をキノコに貫かれて死亡した。しかし、紆余曲折を得て蘇生している。
ニカイドウ
声 - 近藤玲奈
本作品における裏主人公兼ヒロイン。カイマンの友人のグラマーな女性。金髪碧眼。20歳。身長169 cm、体重56 kg。足のサイズ25 cm。
徒手格闘の達人で、縛り付けられてもそのロープを引き千切る、手刀で魔法使いの手や首をはねる、蹴りで煙のキノコマンを真っ二つにする、姿が見えないほどの速度で拳銃の連射を躱せるなど、非常に高い戦闘能力を持つ。
路地で倒れているカイマンを見つけた縁から、彼の魔法使い狩りを手伝っている。定食屋「空腹虫（ハングリーバグ）」を経営しているものの、店舗がホールの中でも魔法使いが多く出没する治安の悪い地域に位置することや、カイマンが日々のギョーザ代を払わないためにほとんど儲かっていない。カイマンを「ただ一人の大切な友人」と形容し、いつか一緒に店を手伝ってもらいたいと考えている。
実は非常に希少な「時を操る魔法」を持つ魔法使いで、真名は「二階堂（にかいどう）」。幼少期、はじめて魔法が発動した際に起きた事故のため親友を殺してしまったことから、自らの魔法をとても危険なものだと認識している。このため魔法は二度と使わないと決めており、自分の魔法を狙う者から逃れるため、少女期に故郷から出奔してホールに移住し、自身が魔法使いであることを隠しながら暮らしていた。しかし、「時を操る魔法使い」であることが煙に知られ、彼に狙われることになる。
煙の屋敷に捕らわれた際に、川尻と共に自分を助けに来た会川にカイマンの面影を認めたが、会川は彼女に「さよなら」と言い残して姿を消す。ニカイドウは川尻と共に会川を追い、自分の魔法を使って失ったものを取り返す決意をした。その後、川尻の指導と訓練を受け、一生分のケムリを使って自身の魔法をコントロールする「魔法ボックス」を完成させる。しかし巨大コウモリの世話や悪魔試験用ヘッドギアの使用、悪魔肉の常食などの悪魔試験に似た修行を行ったため、悪魔化が進行してしまい、「歯に衣を着せぬ物言い・ポジティブ＆クリエイティブ」などの悪魔的な性格となり、表情は常に笑顔、ツノやシッポが生えるなど、身体的にも悪魔に近づいていく。
カスカベ
声 - 市来光弘
魔法使い研究の第一人者。魔法使いの練習台にされて子供の姿になっているが、実年齢は64歳。身長155 cm。体重42 kg。浅黒い肌を持ち、腕に入れ墨を入れている。
「カスカベ（春日部）」という名前は魔法使いである妻の名からとったペンネームで、本名は「ヘイズ」。彼女の体調が悪かったときに、自分にも何かできることがないかと思ったのが、魔法使いの研究を始めたきっかけである。
研究室は魔法使いの標本などで溢れており、マッドサイエンティストさながらである。興味があるのは研究だけで、「常に冷静」がモットーであり、煙に捕らえられ拷問を受けても、全く口を割ろうとせず、それどころかこの体験を本にしようとするほどのしぶとい楽観主義者である。魔法使いの死体で魔法使いの世界に繋がるドアを作る、電流で操作できるフランケンシュタインを造り上げて野球の試合に出場させるなど、悪趣味ながらも研究者としては有能。また、医者としての腕も高く、心曰く「善意はないが腕は確か」。
心の恩人でもあり、10年前、ケムリを出せなかった心に手術を施し、魔法の使用を可能にした。その結果、心の魔法でバラバラにされた被害者が大量に発生したため、急遽「魔法被害者病棟」が設立された。
後に心たちと行動を共にするようになるが、カイマンの窮地にはその身を案じている。
ジョンソン
声 - 木村良平
ホールの雨水の影響で巨大化したゴキブリ。2歳。身長268 cm、体重271 kg。
魔法使いになることを望む男に飼われていたが、飼い主がいなくなった後はカスカベ博士が飼育している。後にバウクスにも懐くようになる。
根は素直で主人思い。見た目とは裏腹に知能が高く、一言のみではあるが言葉を話すことも可能。戦闘能力が高く、身体もナイフが折れるほど硬いが、殺虫剤や喫煙の煙が弱点。
バウクス
声 - 江川央生
ホール中央病院の医者。小太りの中年男。記憶を失って倒れていたカイマンを発見し、介抱した。
スキンヘッドで、顔に升目の刺青を彫っている。雇い主であるがカイマンには舐められ気味。
「ズース」という弟がおり、共に野球チームを結成している。
13（サーティーン）
声 - 梶裕貴
空腹虫の常連。チャラ目のストリートパンク風小僧。25歳。喫煙していることが多い。職業はカジノのディーラー。
ニカイドウを狙っている節があるものの、彼女が魔法使いだと知った今は半ばあきらめ気味である。ニカイドウ（および煙）による事件を遠因に、バウクスから厄介ごとを引き受けられるようになる。
ズース
声 - 露木徳幸

### 魔法使いの世界の人々

#### 煙ファミリー
煙をボスとする魔法使いの世界の巨大組織で、魔法使いの世界の乗り物であるホウキのブランドからラーメン屋に至るまで幅広い事業を展開している。組織の邪魔になる存在や、魔法や魔法使いを使ってあくどい事業を展開している組織、人物などを抹消すべく動いている。組織の構成員は掌に収まる程度の大きさながら強大な魔力を有するキノコを持っており、これがファミリーのメンバーである証明になる。
煙（えん）
声 - 堀内賢雄
煙ファミリーのボス。43歳。身長183 cm、体重86 kg。足のサイズ30 cm。赤紫色の長髪を逆立てた独特の髪型をしている。
歯茎を剥き出しにしたようなデザインで、ケムリを吐くための開閉ギミックのあるマスクを着用する。この口元のデザインは煙ファミリーのシンボルでもあり、ファミリーに属している者のマスクは同じ口元をしていることが多い。
魔法使いの世界で名実共に当代最強と謳われる絶大な力を誇る男。何もかもをキノコにする非常に強力な魔法を使い、組織のリーダーとしても周囲から慕われ恐れられるカリスマ。城とも呼ばれる広大な屋敷に数千人のファミリーとともに暮らしている。
魔法は直撃すれば生物・非生物を問わず、対象を一瞬でキノコと化して無力化できる。一度キノコを生やした相手はいつでも捕捉でき、相手がどこにいても相手からキノコを生やすことができる。また生やしたキノコから、遠隔操作で動かせるキノコのロボットであるキノコマンを生成することが可能。キノコマンを生成するだけで相手は養分を奪われ大きなダメージを受ける他、キノコマンは遠隔操作で戦闘・会話・偵察・胞子の拡散などが可能である。さらに、直接魔法はかけずに微細な胞子を飛ばし、相手の体内に入った胞子からキノコを発生させ相手を内部から破壊することもできる。
魔法使いとしての基本であるケムリを生成する能力も質・量・限界共に著しく高く、ひとつの街全体を覆いつくしてキノコ化できるほど高濃度のケムリを多量に放出でき、最大出力でも24時間以上続けてケムリを吐き続けることもできる。逆上すると我を忘れるのが欠点で、味方をも巻き添えにして周囲の全てをキノコ化するまでケムリを吐き続けてしまうこともある。
自身でもキノコの栽培、収集を趣味としている。「キノコしか食べない」と発言しているが、ジロール茸のパイ等、キノコが素材に含まれる料理であれば食べており、飲酒もしている。
かつて、十字目のボスによってファミリーの仲間たちが大量に殺されたことがある。十字目のボスと対峙した際には、ひとつの街が壊滅するほどのケムリを放ったが、十字目のボスを仕留めたという確信が得られず、その生死を確かめるために「時を操る魔法使い」を探している。ニカイドウが「時を操る魔法使い」であることを知り、彼女を自分のパートナーにするために執拗に付け狙う。しかし彼女のことは魔法使いとして尊敬しているらしく、無理に魔法を使わせようとはしなかった。自身のパートナーである彼女が契約者でもないカイマンを大切に思っていることを知ったときは怒りを露わにした。
新製品のモニター役を自ら務めたりするなどボスらしからぬ一面も見せる。敵対する相手を躊躇無く殺害するなど基本的に冷酷な男だが、大勢の部下達に自分の屋敷を開放して衣食住の面倒を見ていたり、また組織の下っ端である藤田の話も直接聞き、心や能井が危険に陥った際には単身駆けつけて守るなど、部下に対する面倒見は非常に良く、組織の長としての器を十分に持っている人物である。
ナルシスト気味な所があり、屋敷内には自身の彫像や肖像画が多く飾られている。また自身の半生を監督・主演で映画化しているが、能井曰くかなり脚色されているという。その映画の中では6年前の事件についても語られており、映画内では十字目のボスと互角に戦ったように描かれているが、実際は十字目のボスに対して終始劣勢であり、あわや殺されかけた時に十字目のボスが突然苦しみ出したため、難を逃れたという。
キクラゲを溺愛しており、世話を糞取りまでしたり、揃いのスーツを作らせたりするほどである。キクラゲに話しかけるときは、「○○でシュね」というような赤ちゃん言葉になる。
徐々に十字目のボスと対峙した際の悪夢に悩まされるようになり、無理矢理にでもニカイドウに魔法を使わせる覚悟を決めたが、その直後突然十字目のボス「壊」が屋敷に現れ、「ホールの雨」のような壊の力によって苦しみ、ケムリを吐く間もなく瞬殺された。
しかし、藤田、鳥太、ターキーらファミリーによる決死の努力により復活する。その後、恵比寿のつたない説明や魔法の解けたターキー人形の材料となった藤田達の体からファミリー達が自らの体を犠牲にしてまで自分を救ってくれたことを悟り、壊滅したファミリーの再建と壊の打倒を固く決意する。
心（しん）
声 - 細谷佳正、榎木淳弥（少年期）
煙の部下の掃除屋（殺し屋）。28歳。身長196 cm、体重116 kg。足のサイズ33 cm。金髪碧眼の大男。
心臓を模したマスクと継ぎ接ぎだらけの腕が特徴。普段はマスクを後ろ向きに被っている。マスクをしていない時はメガネを着用している。ブラックスーツにスニーカーを合わせた格好をしている。釘抜き付きのハンマーを鈍器として操るほか、何もかもをバラバラに切断する魔法を用いる。魔法は金庫などに用いれば一撃で破壊できるほか、人間や魔法使いに対して使用すると、生かしたままでその肉体をバラバラにできる。 目の前で銃弾が連射されてからハンマーや魔法によって防御する、遠距離からのライフルによる注射器の射撃をすべて叩き壊す等高い戦闘能力を持ち、魔法抜きの生身の強さもカイマンの言うところの「魔法に頼ってばかりの弱っちィ奴ら」とは一線を画す。
「大事な命を無駄にするような奴は死ね」という信条を持っており、弱い相手との戦いは好まないが、襲ってくる相手には容赦しない。強者と戦うことには激しい興奮を覚える戦闘狂ぶりも見せるが、相手の尊厳を認めることは無い。煙の命令でカイマンの命を狙っている。一度カイマンを圧倒し首をはねとばしたものの逃げられ、再戦の機会を狙っている。
人間の父親と魔法使いの母親を持つハーフで、少年時代は父親と共にホールで静かに暮らしていたが、偶然魔法使いであることが露見し町内会に追われる事となる。魔法使いと結婚した裏切り者であるという理由で父親を殺した町内会メンバーに復讐した後、カスカベ博士の助けを得て町内会メンバー46人をバラバラにして魔法使いの世界へと移住し、煙に掃除屋として雇われる。
ぶっきらぼうだが義理堅い性格で、煙からも信頼されている。能井の裸を見て照れたりするなど、純情な一面もある。
能井とは数年来のパートナーで、そのコンビネーションは強力。パートナーの能井が修復系魔法であり、また最も前線で戦っているせいなのか、ほぼ無敗であるものの戦闘のたび死にかけている。そのせいか内臓が飛び出ても心臓を貫かれても動じない。
能井（のい）
声 - 小林ゆう
煙の従姉妹にして部下の掃除屋（殺し屋）。24歳。身長209 cm、体重124 kg。足のサイズ30 cm。バストのサイズ104 cm。銀髪で赤い瞳を持つ。
心のパートナーであり、彼を「先輩」と呼び慕っている。愛用の革ツナギとごついマスクを着けた姿では男性の巨漢にしか見えないが、実は女子ボディビルダーのような体格をした銀髪赤目の美女。男勝りのカラっとした性格でケンカが大好き。戦闘狂であり、一度負けている相手への対策を嫌がるなど戦いに関してはかなりの慢心が見受けられる。怪力の持ち主であり、脳天をチョップして魔法使いの肉体を真っ二つにしたり、相手の頭を掴んでコンクリートの壁に叩きつけてめりこませたりできるほどの腕力を持つ。魔法自体には攻撃力がないため、主に腕力を活かした打撃で戦う。
希少な修復系の魔法を使い、あらゆる物の傷を治し欠損部位をも再生させる。魔法の効果で自身の回復力も非常に高く、半身が消し飛んだり頭を撃ちぬかれたりしてもすぐに再生する。首にナイフが刺さった程度では動きも止められない。しかしその為に普段敵の攻撃をまったく避けない癖が付いてしまっており、魔法を封じられて窮地に陥る事も多い。
幼少時代、悪魔になるための試験を受けており、150 kgの鎧を着て生活したり悪魔の蝙蝠にエサをやるなどの修行をしていた。その最終試験は、1年間魔法を使ってはならないというものだったが、爆らに襲われた際、身を挺して能井を守り致命傷を負った心を治すために魔法を使用。試験は失敗となるが、心を慕い掃除屋として心のパートナーになった。パートナーになった頃は、身体も小さく麗しい美少女だった。
煙は彼女のことを数少ない肉親として気遣っているようだが、彼女は一方的に煙のことを嫌っている。ファミリーの中でボスにぞんざいな口を利いて許される唯一の人物である。
藤田（ふじた）
声 - 高梨謙吾
煙ファミリーの下っ端の若い男。18歳。身長170 cm。体重55 kg。足のサイズ26.5 cm。短髪で、シマウマのような独特の配色の髪をしている。目元を覆う長い鼻つきのマスクをつけているが、心や能井のそれとは違い、悪魔製作のマスクではない。
パートナーの松村がカイマンに殺されたために仇を取ろうとカイマン打倒に燃える。ケムリを弾丸のように飛ばす魔法を使うが、ケムリを出せる量が少ないせいであまり役に立たない。非力ゆえに卑怯な行動に出ることもある。友人の追悼の意を込め、常に葬式用の靴を履いている。
恵比寿の面倒を見ていることが多く、殆ど保護者のような立場にある。記憶が戻った恵比寿が偽者に殺害された時には、ファミリーの禁忌を破って「黒い粉」を吸引し、強化した魔法で偽者を破壊。その後も彼女をキクラゲに生き返らせてもらおうと奔走した。
魔法は貧弱で肉体的な格闘能力も低いため、松村と恵比寿以外の同年代の魔法使いたちから疎んじられているが、ファミリーの一部のメンバーとは一定の信頼関係を築いている。ファミリー以外の魔法使いに襲われるとすぐに煙の名前を出したり、窮地に立たされれば自分より強い恵比寿や心を盾にするなどかなりの小物だが、物語が進むにつれ成長しつつある。また、根は真面目で仲間思いな性格であり、ぞんざいに扱われていても煙をはじめとするファミリーの面々を慕っており、消に「誰よりもファミリーを大切に思っている」と評価された。
恵比寿（えびす）
声 - 富田美憂
裕福な家庭の出身のパンク少女。紫色の髪と瞳を持つ。13歳。身長142 cm、体重33 kg。足のサイズ20 cm。髑髏のマスクを被っている。Fカップのブラジャーを身に着けたり、胸にパッドを詰めたりと、胸が小さいことを気にしている。
カイマンに殺されかけていた所を藤田に助け出されたが、その際に顔の皮が剥がれ脳を損傷し自失状態になってしまった。カイマンの口の中の男からは「オマエはオレのジャマをした」と言われた。能井の魔法で回復するものの、記憶がはっきりとしない内にゾンビ化してしまった。再び能井に治されるも、能井にゾンビの修復経験がなかったためか、記憶や性格などは正常に戻らず、言行が少しおかしくなった。後に記憶が蘇り、自称「冷静で寡黙な魔法使い」に戻るが、実家へ戻った際、恵比寿の失踪を悲しんだ両親が購入した恵比寿の偽者によって頭を両断、殺害されてしまう。藤田の尽力で能井に死体を修復してもらい、キクラゲに生き返らせてもらったものの、能井が傷を修復した際に、鳥太から貰った「いつも笑顔でいられる魔除けの髪留め」が頭の傷の中に入ってしまったため、情緒不安定・笑い上戸な性格となった。
爬虫類変化系の魔法を使うが、普段の状態ではケムリの量が足りず不完全な変身しかできない。「黒い粉」使用時、「ケムリがよく出るようになる高い栄養剤」使用時、「いつも笑顔でいられる魔除けの髪留め」が頭の中に入ってしまった状態など、何らかの補助を受けた状態であれば、高い殺傷能力を持つ完全な大トカゲに変身することができる。
幼年期から「黒い粉」を使い続けていたため魔法の性質が変化しており、恵比寿自身にしか魔法をコントロールすることができず、瓶詰めされた恵比寿のケムリを他者が使用すると凶暴化した大トカゲとなってしまう。
藤田のパートナーになると言うなど、藤田のことが気になっているようでもある。福山の魔法でパイにされたあげく路上に放棄された薬を食べ腹を壊している間にブルーナイトが終わってしまい、結局藤田とのパートナー契約は失敗した。
松村（まつむら）
声 - 奈良徹
藤田のパートナーになっていた男。20歳。小太りで、ホットドッグが好物。藤田の物と似た目元を覆うマスクをつけている。
魔法の練習のために藤田と共にホールへ向かっていたが、カイマン達に発見され殺害された。死亡する直前にドアを出現させて藤田を救っていたことから、藤田とのパートナーとしての仲は良好であった模様。
後に遺体が回収され、カスカベ博士によってフランケンシュタインのような人造人間として再生させられた。これを発見した藤田によって魔法使いの世界に連れ戻されたが、暴れだした為に魔法で変身した恵比寿の手で蘇生が不可能なほどにバラバラにされた。バラバラになった肉片は藤田が樹脂で固めて持ち歩いている。
キクラゲ
声 - 鵜殿麻由
犬・猫・山羊を掛け合わせたような謎の生き物。3歳。身長70 cm、体重8 kg。
極めて希少な、死者に生命を与える魔法を使う。魔法のケムリは一般に黒色だが、キクラゲのそれは白色をしている。
煙のペットではなく、あくまでファミリーの一員である。首輪は防犯装置を兼ねており、キクラゲが身の危険を感じると周囲に刃を撃ち出す。
筒状の両腕を持ち、鳴き声は「ンニャンニャ」。モノローグでは丁寧語で話す。人語はあまりよく理解していない。恵比寿とは仲が良い。藤田のことは嫌っている。
鳥太（ちょうた）
声 - 勝杏里
「魔法を解く」魔法使いの男。黒色で柔毛の生えた鳥の雛のマスクを被っている。身長194 cm、体重91 kg。足のサイズ32 cm。
筋肉質の肉体を持つ男性であり上半身裸のファッションのことが多いが、言葉遣いなどはやや女性的。煙のことを本気で愛しており、「煙のパートナー」を自称したりして彼に構いたがっているが、煙にはまったく相手にされていない。煙が強制的にニカイドウをパートナーにした時は激しく嫉妬・立腹しており、「ニカイドウの頭にボウリングボールを落とす」「毒入り茶を飲ませる」「ニカイドウの悪い噂を流す」「悪魔大王に貢物を捧げてニカイドウの死を願う」など、周囲に隠れてニカイドウいじめを実行していた。また、煙の怒りに触れ頭をキノコにされたときも「煙のニオイがする」とそのままにしていた。しかし煙が十字目のボスと相対した際、「お前なら安心してキクラゲを預けられる」と言われ、キクラゲの命を託された。
本人曰く「魔法を解く魔法を使うためか謎解きが好き」で、煙の場内で殺人事件があった際には見事な推理を披露している。煙への憧れから利き手だけでなく口元からも魔法のケムリを吐けるように手術を受けたが、口からケムリを出す能力を得ることを引き換えに唇が損傷してしまっており、それを見られたくないために口元を隠すようにしている。
煙の死後、手足の骨を折って森の中で死に掛けていたところを十字目に発見され殺されそうになるが、トカゲに変身した恵比寿と、藤田の連絡を受けてやってきた消に助けられる。
ターキー
声 - 三木眞一郎
写真や人の記憶を基に「生命ある人形」を造り出す魔法使い。ローストチキンのマスクを被っている。魔法使いは基本的に漢字名を持つが、彼はあだ名で呼ばれている。
鴨肉やピザ生地を焼いて作る彼の人形は、オリジナルのいる場所か、死んでいるなら死体のある場所、死体もなければ死んだ場所に向かうという性質を持つ。
消（しょう）
何でも透明にすることが出来るケムリを使う小柄な魔法使い。頭全部を包帯でぐるぐる巻きにした風貌。
ファミリー結成時からのメンバーであり、その能力を生かして以前は暗殺者として働いていた。現在はファミリーの幹部であるが、存在感が薄いために仲間からよく存在を忘れられてしまう。十字目のボスによる襲撃の際、メンバーの多くをその魔法で救い出した。
ギャングらしからぬ温厚かつ紳士的な性格の持ち主で、人を見る目もある。煙亡き後のメンバーをまとめ、煙の復活とファミリー復権の手段を模索する。

#### レストラン丹波の関係者たち
丹波（たんば）
声 - 稲田徹
魔法使いの世界のミートパイ専門レストラン「レストラン丹波」を経営している魔法使い。中年で筋肉質の男性。
鋭い牙の生えたパンダのようなマスクと、マスクに合わせた毛皮状の着ぐるみを着ている。怒らせると怖いが、根は義理堅く人情深い男。
パイの味は絶品で、能井が気に入って大量に食したほか、煙からもお墨付き。
福山（ふくやま）
声 - 寺島拓篤
レストラン丹波の店員。黒髪の美青年。
見た目は弱そうだが「ケムリをぶつけたものをミートパイにする」という凶悪な魔法を持つ。壊によれば、その魔法は煙に立ち向かえるほどのもの。しかし本人は「魔法による出世」よりも「平穏な生活」を望んでいる穏健派である。
キリオン
レストラン丹波の店員。地味、無口、無愛想な女性。
丹波と同じようなマスクと着ぐるみを着ている。ボスが店を襲った際にマスクを剥ぎ取られ、素顔は眼鏡をかけたボーイッシュな短髪の女性であることが判明した。
実は人買いの魔法使いに攫われ、魔法使いの世界に連れてこられたホーム出身の人間。そのため、魔法使いを体調不良・行動不能にする雨や、「ホールの雨」と同じ効果を持つ十字目のボスの能力は効かない。周囲からは「魔法を使えない魔法使い」だと思われている模様。
飛鳥
声 - 前田玲奈
以前「レストラン丹波」で働いていた魔法使い。 「エンジェル」という怪物を召喚し、どんな男でも虜にする魅了の魔法を使う。料理はまったくの不得手。
丹波に惚れており、得意の魔法で無理矢理虜にしていたが、あまりに魔法を乱用されたことで耐性ができてしまい、店を解雇された。それでも丹波への想いを捨てきれておらず、その裏返しとして彼と張り合うようになった。
丹波らと煙の屋敷で、出店を巡ってパイの売り上げを競った。店では冷凍アップルパイに魔法をかけただけのものを販売していたため、魔法で男性客を虜にし、丹波の店に圧倒的な差をつけたが、終了前に魔法が切れてしまい、結局負けてしまった。

#### 十字目の組織
メンバーの殆どが「魔法を使えない魔法使い」で構成された組織。メンバーの多くは有能な魔法使いたちから「役立たず」と嘲笑され社会での居場所を失っていたという背景を持つ。構成員は証として両の瞼を縦横に走る精巧な十字の刺青を彫っている。前述どおり魔法が使えない者が組織の大半であるため、構成員は皆ナイフや刃物の扱いに長けている。使用者のケムリの量を一時的に増やすが依存性を持つ麻薬でもある「黒い粉」を取り扱う唯一の組織であり、黒い粉の販売を主な資金源としていた。組織的にエリート魔法使いを数多く殺害しているため、煙ファミリーの最大の標的とされている。貧弱な魔法でエリート魔法使いたちと戦うために、幹部構成員の多くは魔法使いの身体のどの箇所を斬れば魔法が使えなくなるかを熟知している。現在は黒い粉を製造する方法を唯一知っているボスが行方不明であり、黒い粉の作成にも失敗しているため、組織は衰退している。メンバーの共通点は組織の一員の証としての両の瞼を縦横に走る精巧な十字の刺青だが、ボスだけは刺青ではなく痣のようなものであり、血塗りのような歪な形状をしている。
壊（かい）
十字目のボス。生い立ちなど、その殆どが謎に包まれている。会川と同様、彼も（十字目のアザを除けば）魔法が解けたカイマンにそっくりの容姿をしている。大食漢である。黒い短髪で瞳も黒色。身長208 cm、体重138 kg。
十字目の一員によれば、エリート魔法使いたちの身体を使い、最強の魔法使いになることを目指している。その過程で煙の部下たちを大量に殺害したため、煙に狙われている。
2本のナイフを武器として操る。ナイフの達人で、大人数の魔法使いに襲われても、一撃も攻撃を喰らわず僅かな時間で全員を倒すほどの腕前である。6年前に心と能井、煙と戦った際も圧倒した。自らの意思により、魔法使いたちに空間が歪むような異様な不快感（頭痛や体中の痛み）を与えることができる。この不快感は真っすぐ立っていられないほどのものであり、魔法使いであれば魔法の行使が困難になる。能井は「毒ガス」と形容したが、この感覚は魔法使いにとっての弱点である「ホールの雨」に近いものであるようである。この現象が「雨」と同じく魔法の一種なのかは不鮮明。この不快感については他の魔法と違いケムリを用いている描写が無い。
長い間姿を消しており、そのため十字目組織は衰退していたが、突如煙の屋敷に現れ圧倒的な戦闘能力で煙を瞬殺、煙の頭部を持ち去り姿を消した。その後、煙の敵討ちと6年前のリベンジを果たすために現れた心と能井を、煙の魔法を使用して返り討ちにした。
その正体は、ホールの怨念に取りつかれたアイ・コールマンの分身。
栗鼠（りす）
声 - ソンド
カイマンの口の中にいる男と、同じ顔をしている男。大男と形容されることが多い。まだら状の白髪で、瞳の色はブルーグレー。24歳。身長210 cm、体重105 kg。
物語開始時点ですでに死亡していたが、心達がアパートから見つけ出した生首から復元され甦った。後に煙たちのもとから逃れ、自分を殺した犯人を探し始める。
魔法使いの世界でも希少な「呪い（カース）」の魔法使い。大きな杭状の武器を用いて戦う。
黒い粉を服用しても全くケムリが出なかったため、十字目組織で得た報酬を使ってザガン魔法訓練学校に通い始める。会川とはその学校の悪徳教師に反抗したことが縁で知り合い、親友同士となり、お互いをパートナーと考えるようになったが、彼の住所など個人的なことは全く知らなかった。
蘇生後にカースと同化し、その力を操れるようになる。毒蛾が犯人の情報を知っていることを突き止め十字目を襲撃するが、夏木により返り討ちに遭いニカイドウたちに助けられる。
毒蛾（どくが）
蛾の頭を模したマスクを被る男。素顔はなかなかの美青年で、女装しても違和感がないほど。黒髪で瞳の色はアンバー。23歳。身長177 cm、体重72 kg。
背中に装置を付ける事で飛ぶことが出来る。仲間を運ぶことも可能。
ボスの側近であったが組織が衰退したため、現在は鉄条、豚、佐治、牛島田の5人で煙に発見されることを避けて内職やバイトをしながら細々と生活している。5人の中では代表者格的存在。魔法はほとんど使えないが、戦士としては有能で直感力や危機察知能力に長けており、藤田からは「クズ（十字目）のくせに生意気」と評された。
毒性のある唾液とナイフで戦う。見かけより力があり、豚と牛島田が二人がかりで運んだ大柄な死体を一人で支えた。彼の唾液は目に触れれば一時的に視力を奪い、ほんの少量でも体内に入れば死亡する。食事に混入させる等によって大人数を暗殺することも可能だが、日常生活では仲間達にとって危険なものでもあるため、大笑いすることが出来ず、厨房は立ち入り禁止、食事は一人だけ皆と離れて床で食べている。
風呂も一人で入らなければならないが、十字目が煙屋敷を奪った後は、十字目幹部5人で煙専用サウナを使っている。
行方不明になる前のボスから直接ナイフを預かっており、それを自分の手で返すことに強い拘りを持っている。
ボスの仲間の命をも省みない態度には戸惑いつつも従う姿勢を見せている。
栗鼠を殺した犯人、栗鼠の魔法、栗鼠の秘密を知っている。
鉄条（てつじょう）
鉄兜を被った男。黒髪で短髪、瞳の色はブラウン。23歳。日本刀を使う。敵の後ろを取るのが上手く、カイマンですら察知出来ないほど素早い。
かつて盗みを働いて捕まったとき、毒蛾をかばって右目を失明している。
毒蛾と行動を共にすることが多い。
豚（とん）
豚のマスクを被った金髪緑眼の男。ナイフ投げの名手。24歳。
笑顔の時が多い。名前の通り、やや食い意地の張った性格で、筋肉質だがやや肥満体。
佐治（さじ）
頬骨の張った銀色のいかついマスクを被った男。ヒゲを生やし、黒髪をトサカのように逆立てた独特の髪型をしている。26歳。
匕首を武器とする。5人の中では大柄で貫禄もあるが、実は老け顔なのを気にしている。また5人の財務を管理している。刺繍を得意とする。
牛島田（うししまだ）
六目の牛のマスクを被ったハゲ頭の男。やや肥満体で長いあごひげを生やしている。5人の中では小柄。26歳。
5人が生活している家の大家さんに惚れられている。大家さんの家の中には牛島田の絵が飾ってあるほど。
鉄格子を押し開き、壁を殴って脱出口を空けるほどの怪力の持ち主。
研人（けんと）
ハルの家に住み着いていた男。ボスを狂信する者達とヒドラの森に所在する十字目組織の研究所で生活している。
十字目の残党だが、毒蛾らとは別行動を取り、黒い粉の作成や魔法を使う為の研究を行っていた。
魔法を使えるようにするため、自身の体に何度も手術を施しているが成功はしていない。無理な手術のせいで老人のような醜い外見となっている。
黒い粉の作成も成功せず、皆ノイローゼ気味になっており、ボスの蝋人形と祭壇を作り崇めることで心を落ち着けていた。
夏木（なつき）
マステマの町にいた十字目の新入りの若い女。黒い長髪を三編みにしている。糸目。16歳。
武器としてフックを使用している。十字目加入から日が浅いため十字の刺青はまだ右目にしか入っていない。
カイマンの十字目に気づいて接触、偽の黒い粉を捌こうとしていた牧を成敗した彼の強さに惚れ、以後は彼を「アニキ」として慕いベリスの町まで同行した。その後は毒蛾らと合流し、バイトをしながら6人で生活している。
ほとんどが金のために加入したという十字目の組織にあって、弱者を救うという理想を頑なに信じている。
大トカゲに変身した恵比寿に腕を切断されたことで一切の攻撃から身を守る魔法を開花させる。
清水（しみず）
声 - 露木徳幸
レストラン丹波のかつての常連。
「悪魔への冒涜行為」により死刑にされてしまう。栗鼠と知り合い。
牧（まき）
マステマの町で夏木と共に黒い粉を売っていた男。
彼自身は金のために十字目の組織に加わっていたようで、黒い粉の供給が尽きたために偽物を売り捌こうとして夏木とトラブルになり、カイマンに成敗された。

#### 悪魔たち
全知全能と評されるほどの圧倒的な力を持つ、魔法使いの上位存在。不老不死の存在であり、ほとんどの物理・魔法攻撃が通用しない無敵の肉体と、万能とも称される多種多彩な魔法能力を持ち、すべての魔法使いにとっての崇拝と憧れの対象である。男女の別があるが、みな人間離れした二足歩行の大型の獣のような外見をしているため、外見からは区別できない。多くは1本か2本の角を持ち、また人間のような足を持つ個体と蹄のある獣のような足を持つ個体がいる。みな陽気でどんな時でも遊びを忘れない楽天的な性格を持ち、笑えるか笑えないかのみを行動の基準とする。地獄の亡者に罰を与えることが唯一の仕事であり、それを除けば常に遊び暮らしている。悪魔の多くはもともと悪魔試験に合格して悪魔となったエリート魔法使いであり、彼らの無敵の肉体は実は着ぐるみのような構造を持っており、内部には元の魔法使いが元の姿のまま全裸で存在している。チダルマの定めた悪魔の掟を破ると、本来の魔法使いの部分を除く悪魔の肉体を全て切除されて魔法使いに戻されることがある。この際本来の姿の部分も全身の皮膚が薄くはぎとられるため大きなダメージを負う。
アス
声 - 郷田ほづみ
ニカイドウとは昔から近い関係にあった男悪魔。32歳。身長244 cm。体重260 kg。蹄足。一本角。
生まれつきの悪魔ではなく、かつては「川尻（かわじり）」という男魔法使いだった。
「魔法使いの川尻」であった頃は、千里眼のような力とどこにでも自由に移動できる能力を持った優秀な魔法使いであり、後に悪魔から才能を見込まれて、16歳の時に悪魔試験に合格し、「悪魔のアス」になった。
孤児院で育ったが、ニカイドウに悪魔試験中に出会い危機を助けられたことから恩を感じ、彼女を助けている。しかしニカイドウを庇っていたことにより「仲間に秘密を持った罪」によってチダルマとストアによって魔法使い川尻に戻される。その後はニカイドウを煙の屋敷から救い出し、行動を共にする。実年齢は32歳であるが、悪魔化していた間は歳を取っていないため、現在も外見や肉体は16歳のままである。
チダルマ
声 - 千葉繁
純粋にして最強の生まれながらの悪魔。身長260 cm、体重545 kg。蹄足。二本角。
煙とは親しい。魔法界で最強の存在であるが、いつもイタズラばかりして遊び暮らしている。ニカイドウの店にギョーザ男を捕獲しに現れたこともある。
悪魔同士の掟を何より大切にするため、時を操る魔法使いのことで仲間に秘密を持ったアスを処刑し、魔法使いに戻した。
エビフライにはまった時期があり、その頃はエビフライばかり食べていた。また、それが高じて魔法使い「ザ・フライ」を作り出したこともある。
ハル
2本の枝のようなツノを持ちマフラーを巻いた女悪魔。身長240 cm、体重300 kg。蹄足。二本角。
魔法使いだったころは黒髪の美しい女性で、カスカベ博士と結婚していた。現在は悪魔試験に合格し、昔からの夢であった悪魔になっている。博士のことは本名である「ヘイズ」と呼ぶ。
魔法使いだった頃、ホールの雨に打たれ苦しんでいたときに博士に助けられ、それがきっかけで結婚した。
悪魔になってからは歌をこよなく愛し、自作の音楽アルバムも出版している。感じたことを即興で歌にしたり、自慢の一発芸を博士に見せようとするなど、悪魔になってから少し性格が変わったらしい。
喪六（もろく）
グルメな男悪魔。
コートに帽子、マフラーにズボンという出で立ちのため、一見悪魔に見えない。人間に似た足。二本角。
シュエロンの店の常連で、雪龍館に毎日訪れていた。店を壊された際には、シュエロンに自分の屋敷で働くよう誘った。
ギョーザ男の最初の目撃者で、その後チダルマと共に彼を捕獲しに来ている。
ダストン
語尾に「にゃー」とつけるのが口癖の悪魔。407歳。人間に似た足。一本角。
心が殺されそうな時でもCDをジャケット買いする遊びに付き合わせるなど、どんな時も遊び心を忘れない。能井の悪魔試験の監督を務めており、その縁から現在も友人である。ハルの友人でもある。
アリス
「噂のアリス」と呼ばれている女悪魔。普段は独自の異空間に住んでいて姿を見せることはほとんどなく、同じ悪魔にさえ捕捉や接触は困難。人間に似た足。角はない。頭を棒が貫いており、三枚の長い舌を持つ。
気に入った魔法使いを殺して干し首などのアクセサリーにする事が趣味。心の容姿を気に入り殺害を狙っており、それまではチダルマの友人である煙の部下ということもあり手出しを控えていたが、煙の死でチダルマとの縁が切れたと判断して襲い掛かった。しかし、過去にアリスによって新作の音楽アルバムをカルチャー誌上で酷評されたことに恨みを持っていたハルの騙し討ちに合い、ストアの包丁で惨殺された。
グラグラ
全身真っ黒な犬頭の悪魔。358歳。人間に似た足。角はない。
趣味としてグラグラと言う名の黒い大型犬に化けて心に飼われている。犬になりきり、「ドッグフードを食べこぼす」「何もない壁に向かって全力で吠える」など、全知全能の存在でありながらバカのフリをすることを楽しんでいる。チダルマはこの行為を「犬トリップ」と呼んでいる。

#### その他の魔法使いの世界の人々
爆（ばく）
声 - 金光宣明
右腕が筒状となっている魔法使い。筒からケムリを発射して対象を爆破する魔法を使う。大柄な男。
過去に薬と共に心と能井を襲い、無理矢理パートナーにしようとしたが、反撃され能井に瓦礫で頭を潰された。
その際に死んだと思われていたが生存しており、現在のブルーナイトにて再度能井を強襲し拉致した。
能井の確保には成功したが、カイマンらと揉め事を起こし、最後は包丁で腕を切断されケムリが暴発して死亡した。
薬（やく）
声 - 蓮岳大
手術着とマスクを付けた魔法使い。様々な注射器を使うが、その注射器が魔法によるものなのかは不明。
過去に爆と共に心と能井を襲ったが、心の魔法でバラバラにされた。
爆と同様に生きながらえており、現在のブルーナイトで心を強襲し、薬品を注射して眠らせ拉致して自身のパートナーにしようとした。
拉致には成功したが、カイマンらと揉め事になり、福山の魔法でパイにされ死亡した。
八雲（やくも）
ニカイドウが幼い頃共に暮らしていた少女。空を飛ぶ魔法を使う。ニカイドウの体術の師匠でもある。
赤ん坊の頃に川に流されていたところをニカイドウの養父母であるおじさんとおばさんに助けられた。そのため、自分はとても運が強いと思っている。
幼い頃ニカイドウが使った時を操る魔法によって、川から助けられた過去が改変されてしまい、溺死してしまう。
そのため現在では無縁仏として埋葬されていたが、自身の魔法を使いこなせるようになったニカイドウによって再び過去が改変され、無事におじさんとおばさんに拾われ、育てられる事となった。
恵比寿の偽者（仮称）
娘が行方不明となったことで悲しんでいた恵比寿の両親が、嘆きのあまりに大金を払って複製を作る魔法使いに作らせた紛い物。
容姿は恵比寿そのものだが、性格は凶暴で、些細なことで激怒しては暴れていた。凶暴化すると容姿が歪み、怪物のようになる。
恵比寿が自宅に戻った際にも凶暴化して、彼女を殺害した。その後、駆けつけた藤田にも襲い掛かったが、黒い粉を使用した魔法を受け、頭部を破壊されて絶命した。
カース
声 - ソンド
人間でも魔法使いでも悪魔でもない謎の存在。カイマンの口の中に存在していたが、彼が煙によって殺されたため、栗鼠のもとに戻り、現在は栗鼠の肉体を支配し、自らを殺した犯人である十字目のボスを狙っている。身長210 cm、体重200 kg。
当初は栗鼠と全く同じ容姿をしていたが、後にトカゲの頭蓋骨のような頭部を持つ異形に変化した。
受けた攻撃をそのまま相手に返す能力を持っている。また毒蛾によると敵意にも反応する。
その力でつけられた傷は自然治癒せず、Aランクの修復魔法でなければ治すことが難しい。
シュエロン
ニカイドウの店の前身になった『雪龍館(SYUERON-KAN)』の店主。オマケ漫画に登場。
点心の店を商っていたが、彼の作るお茶は魔法使いの口に合うらしく、頻繁に魔法使いが出入りしていた。そのため魔法被害者の嫌がらせを受けることになり、偶然その場に居合わせたニカイドウに店の用心棒を頼むこととなる。
後に彼の店はニカイドウに譲られ、空腹虫となった。
ザ・フライ
チダルマによって一から作り出された魔法使い。マスクはエビフライ型。オマケ漫画に登場。
何でもフライにしてしまう魔法を使う。しかし知能は低く、町を含む何もかもをフライにしてしまったため煙に目を付けられる。心、能井コンビと戦い、フライにするなど善戦するも死亡。
素顔は結構強面。
ギョーザ男（ - おとこ）
声 - チョー
「空腹虫」に住む妖精。オマケ漫画に登場。
ギョーザをちゃんと食べない者には厳しいが、ギョーザを食べ過ぎるカイマンに対しても怒りを露にした。
そういった場合爪楊枝をスローイングナイフのように相手に投げ天誅を下す。
見た目は、ギョーザにデフォルメされた手足が生えているといったもの。笑い声は「ギョ〜ザッザッザッ」。
ストア
悪魔候補生向けに悪魔の肉を売る肉屋。黒い鳥のような頭部をしている。身長330 cm、体重1000 kg。
罪を犯した悪魔を処刑する処刑人も務めている。その姿は悪魔以外には見えない。腕は持たず、背面から伸びる刃つきの羽根を操って罪を犯した悪魔を切り刻み、魔法使いに戻す。店ではその肉を売っている。自身の羽根である「ストアの包丁」はこの世で最強の武器であり、悪魔を殺すことが可能な唯一の手段である。
「ナナナナ」としか喋らない。悪魔でも魔法使いでもなく、善でも悪でもない存在。

### 本作品のキーマンたちおよびラスボス
アイ・コールマン
本作品のキーマンの1人で、15年前、カスカベの元に現れた少年。ホールで生きる理由が見つからないために、魔法使いになることを望んでいた。
1年ほどカスカベの手伝いをしていたが、自ら廃棄湖に飛び込んで致命傷を負い、どうせ死ぬのならばせめて身体だけでも魔法使いにしてくれとカスカベに懇願して、魔法使いの体を自身に移植するという大手術を受けた。手術は奇跡的に成功し、意識が戻ってからは約200日にも及ぶリハビリを経て、歩けるまでに回復した。ある日、「俺、魔法使いになったよ」とカスカベに告げるも、その翌日に死体となって発見された。
しかしその死体は埋葬された墓から消えており、ゾンビとして回収されてもいないため、カスカベは、彼は魔法使いとして魔法使いの世界で生きているのではないかと予想している。
カスカベがヒドラの森の十字目のアジトで見つけた、十字目のボスの蝋人形と顔が酷似している。
会川（あいかわ）
声 - 木村昴
本作品のキーマンの1人で、ガスマスクのようなマスクを被った魔法使い。栗鼠の相棒であり、十字目ではないがナイフの達人。断続的に続く頭痛に悩まされている。身長205 cm、体重138 kg。
ザガン魔法訓練学校の生徒であり、そこで栗鼠と出会って親友となった。しかし栗鼠が十字目に属していることは快く思っていない。
生徒時代は、給食の食材を盗んだり授業中に早弁する等、食事が好きな大食漢であり、乱暴者だが根は良い性格であったため、他の生徒からは慕われていた。
長く行方不明だったが、突然川尻の前に姿を現した。十字目のボスと同様、魔法が解けたカイマンにそっくりの容姿をしている。また、カイマンを連想させる声の持ち主でもある。そのことを川尻に問い詰められるが、「ニカイドウのこともトカゲ頭のことも知らない」と言い張った。
ニカイドウを助けるため煙の城に瞬間移動しようとした川尻の魔法に巻き込まれ、一緒に移動してしまう。煙の屋敷では嫌そうな素振りを見せながらも川尻をサポートした。
カイマン

壊

ホールくん
本作品のラスボス。

## 用語

### 世界観・設定
ホール
魔法使いの世界と"ドア"で繋がっている町の名称。"ドア"を介して現れる魔法使い達がホールの住民を魔法の実験台あるいは練習台に使う被害が後を絶たず、ホール自体も「ケムリ」によって景観や空間が歪んでいる。またホールに降る雨には魔法使いが出す、黒い砂状となった「ケムリ」のカスが混じっており、これも魔法の一種であるため人体に有害。またこの黒い雨、または「ケムリ」を含有する液体によって異常現象や災害が引き起こされることもある。
住民はたいてい魔法使いを嫌っており、かつては町内会を筆頭に大規模な「魔法使い狩り」が行われていた。魔法による被害は主に身体を変質させられるケースが多く、カイマンのように動物の頭を持つ者も決して珍しいわけではない。通貨は「円」。
魔法使いの世界
「魔法使い」が住む世界。ホール同様に薄汚れており、全体的に治安が悪い。また大きな特徴として、雨が降ることがない。
煙率いるマフィア「煙ファミリー」が実質的に支配していること、また煙ファミリーよりも上位の存在である悪魔が刹那的な者ばかりであることから、法律のようなものはほとんどない様子。
悪魔がいわゆる神のように信仰されており、彼らに由来する奇妙な文化や儀式が多く存在する。
ホールの人々の名前はカタカナ名であるのに対し、魔法使いの名前は漢字名である。通貨は「ニック」で、省略して「N」と表記されることが多い。

### 種族
魔法使い
本作において、魔法と呼ばれる不可思議な力を行使できる人間。見た目こそホールの人々と同じであるものの「脳の中に命の象徴である小さな悪魔が存在する」「体内に『ケムリ』を生成する臓器およびそれを運搬する管がある」という、通常の人間とは異なる亜人のような種族として描写されている。 一方で雨に極端に弱く、雨の降る場所ではたとえ雨粒に当たらなくとも著しく体調を崩し、直接雨に打たれると亡くなる場合もある。
基本的に扱える魔法は一人につき一種類。また魔法を行使する際の媒体「ケムリ」の放出可能量や管の太さ、数、発射位置等には大きな個人差があり、そのすべてが先天的に決定づけられる。
とくに魔法の作用は生まれついた時から決定されており、後述の黒い粉を使用した場合を除き死ぬまで変化することはない。
このことからその強さや立ち位置は大きく異なり、「ケムリ」を満足に出せず魔法を行使できない、持ちうる魔法が何の役にも立たないなど、魔法を扱えない者も少なくない。
魔法使いの世界ではそうした人々およびホールの人間等の「魔法を扱えない人間」は基本的に社会的弱者・格下扱いされており、前述の練習台をはじめ彼らの人権を無視した行動が日常化している。
ただし、噴出量を上げる手術や後述の「黒い粉」によるドーピングである程度は補正できる。また、大怪我を負い管が露出することで魔法が使えるようになることもある。
その実態は太古の昔、悪魔・チダルマが退屈しのぎに創造した生命体の子孫たち。
悪魔
魔法使いの世界で地獄の管理などを仕事としている存在。男女の別があるが、みな人間離れした二足歩行の大型の獣のような外見をしているため、外見からは区別できない。「全知全能」と評されるほどの圧倒的な力を持ち、ほとんどの物理・魔法攻撃が通用しない無敵の肉体と、万能とも称される多種多彩な魔法能力を持ち、すべての魔法使いにとっての崇拝と憧れの対象である。また、悪魔になることや悪魔と親交があることは、魔法使いにとって大きなステータスとなる。
生まれつき悪魔だったものと、魔法使いが特殊な訓練を経て悪魔へと昇格した「元・魔法使い」の2種類が存在する。
その大多数は悪魔試験に合格して悪魔となった「元・魔法使い」であり、その体内には着ぐるみの要領で元の魔法使いが元の姿のまま全裸で存在している。彼らは悪魔から勧誘を受け、150キロの甲冑を着けて生活したり、1年間魔法を使わないなどの試験に合格することで悪魔になることができるが、試験内容と同様の行動を取っているうちに悪魔からの承認なしに悪魔化するケースもある。
また、どちらのタイプもみな陽気でどんな時でも遊びを忘れない楽天的な性格を持ち、笑えるか笑えないかのみを行動の基準とする。地獄の亡者に罰を与えることが唯一の仕事であり、それを除けば常に遊び暮らしている。  悪魔という存在自体がこうした性質を持つようで、作中では悪魔化が進行するに伴って不自然に明るく行動的になる・尊大な物言いをするようになる・恐怖心を失う・いきなり個性的な服装をし始めるなどの現象が確認されている。  チダルマの定めた悪魔の掟を破ると、本来の魔法使いの部分を除く悪魔の肉体を全て切除されて魔法使いに戻されることがある。この際本来の姿の部分も全身の皮膚が薄くはぎとられるため大きなダメージを負う。

### その他の用語
魔法
魔法使いが「ケムリ」という黒い煙状の物質を媒介に起こすことのできる不可思議な現象。
魔法使いは体内にケムリを精製する器官とそれを運搬する管とがあり、多くの場合は指先、あるいは口からケムリを噴射して魔法を行使する。
指によってケムリ放出量が異なる。その詳しい比率は不明だが、ケムリを多く出さない場合は人差し指から出すことが多い。行使に特別な手順や道具が必要な魔法もあるが、原則的に何処かで必ずケムリを用いている。
このことから、魔法のケムリをスプレー缶やビンに詰めて携帯したり、それらを売買に用いるケースもある。便利な魔法であればそれを売買して生計を立てることもできる。
魔法の作用は魔法をかけた本人が解く、本人が死ぬ、鳥太のような「解除」の魔法によって解除される。逆に言えばそれ以外の方法で解けることはほぼなく、魔法被害による後遺症を外科手術などで直すことは困難。
「修復」「生命」「時間」を扱う魔法使いは特に希少で、煙をはじめ、多くの人間がその力を求めている。
それ以外は全体的に「物体を何かに変化させる」といった内容の魔法が多数を占める。そうした魔法を浴びた人間は魔法による急激な変化に身体が耐えられず、治療をしてもほとんどの者は突然死ぬ。
極めて稀だが、複数の魔法を同時にかけられると、それ以上魔法が効かない体になるという。
黒い粉
十字目の組織によって売買されている物質。
服用すると、瞬時にケムリを普段の能力を超えて出すことが一時的に可能となる。魔法使いでありながら、ケムリを出せる量が少ない者達が主に使用している。
藤田は服用した際「身体の中で火山が噴火したような」感覚を覚えた。
魔法を連続して使用するには常用しなければならず、粉自体にも依存性や狂暴化する副作用がある。
幼年期から摂取し続けると魔法の性質が変化することがあるが、大して良い例は無い。一例として「動物に変化させる魔法」は、相手をその動物の性質を持った怪人に変え、さらに副作用によって暴走させた。この魔法にかかって制御が利くのは、この魔法を持つ魔法使い本人のみである。
粉の使用は魔法使いの誇りに反するとされており、煙ファミリー内での使用は御法度。
パートナー
魔法使いの世界には二人一組のパートナーを決める風習があり、日常も自らのパートナーと共に行動することが多い。
口約束や互いの共通意識だけで成り立つものではなく、後述のブルーナイトで（時には強制的に）契約を交わすれっきとした制度でもある。
ホウキ
魔法使いの世界に普及しているバイクのような乗り物。魔法使いのケムリを燃料として作動する。一応箒としての機能も備わっている。
ゾンビ
ホールに溜まった魔法使いのケムリによる影響で、年に一度だけ墓から甦る魔法被害者。
生きた人間を襲い、襲われた人間もまたゾンビとなる、など主な特徴はステレオタイプなゾンビと同じである。
存在していられるのは夜の間だけであり、朝日と共に死滅してしまう。直接的な攻撃だけでなく、毒によって仕留めることも可能である。
リビングデッドデイ
ホールにてゾンビが甦る日。毎年同じ日にゾンビが発生するため、ホールの人間は対策としてこの日にゾンビ狩りを行っている。
ゾンビ狩りは駆除者と坊主によって合同で行われ、駆除者がゾンビを仕留めた後に坊主が塩をかけることで完全に成仏させる。
当日は墓地に売店が立ち並び、狩ったゾンビの数に応じて駆除者には景品が与えられるなど、イベント色の強い一面もある。
ブルーナイト
魔法使いの世界で4年に一度行われるパートナーとの契約を結ぶ儀式。期間は3日間。煙ファミリーが主催してオープニングパーティーを開いている。
会場にはいろいろなアトラクションがありお祭りのような雰囲気だが、パートナーとの契約にはどんな手段を使ってもかまわないため死人も出る。
上級魔法使いは会場の上空にある黒い家で悪魔の立ち会いの下、契約を結ぶ。契約はお互いの体内にある契約書にサインをして交換することで結ばれ、この契約書には相手を支配する力もあり、合意の上でない契約を結ぶこともできる。

## 書誌情報
- 林田球『ドロヘドロ』小学館〈IKKIコミックス〉全23巻
  1. 2002年03月01日発行（2002年01月30日発売[8]）、ISBN 4-09-188271-4
  2. 2002年11月01日発行（2002年09月30日発売[9]）、ISBN 4-09-188272-2
  3. 2003年08月01日発行（2003年06月30日発売[10]）、ISBN 4-09-188273-0
  4. 2004年03月01日発行（2004年01月30日発売[11]）、ISBN 4-09-188274-9
  5. 2004年10月01日発行（2004年08月30日発売[12]）、ISBN 4-09-188275-7
  6. 2005年04月01日発行（2005年02月28日発売[13]）、ISBN 4-09-188276-5
  7. 2005年12月01日発行（2005年10月28日発売[14]）、ISBN 4-09-188277-3
  8. 2006年07月01日発行（2006年05月30日発売[15]）、ISBN 4-09-188278-1
  9. 2007年03月01日発行（2007年01月30日発売[16]）、ISBN 978-4-09-188279-0
  10. 2007年07月04日発行（2007年07月30日発売[17]）、ISBN 978-4-09-188280-6
  11. 2008年03月05日発行（2008年02月29日発売[18]）、ISBN 978-4-09-188283-7
  12. 2008年10月05日発行（2008年09月30日発売[19]）、ISBN 978-4-09-188284-4
  13. 2009年06月03日発行（2009年05月29日発売[20]）、ISBN 978-4-09-188285-1
  14. 2010年02月03日発行（2010年01月29日発売[21]）、ISBN 978-4-09-188286-8
  15. 2010年12月05日発行（2010年11月30日発売[22]）、ISBN 978-4-09-188287-5
  16. 2011年11月02日発行（2011年10月28日発売[23]）、ISBN 978-4-09-188288-2
  17. 2012年10月03日発行（2012年09月28日発売[24]）、ISBN 978-4-09-188605-7
  18. 2013年07月03日発行（2013年06月28日発売[25]）、ISBN 978-4-09-188625-5
  19. 2014年07月05日発行（2014年06月30日発売[26]）、ISBN 978-4-09-188656-9
  20. 2015年10月05日発行（2015年09月30日発売[27]）、ISBN 978-4-09-188684-2
  21. 2016年10月05日発行（2016年09月30日発売[28]）、ISBN 978-4-09-188689-7
  22. 2017年07月05日発行（2017年06月30日発売[29]）、ISBN 978-4-09-188692-7
  23. 2018年11月17日発行（2018年11月12日発売[30]）、ISBN 978-4-09-188693-4

## アニメ
2020年1月から3月まで、TOKYO MXほかにてテレビアニメが放送された。
2024年1月には続編となる配信シリーズの制作が発表された。

### スタッフ
- 原作 - 林田球[2]
- 監督・絵コンテ - 林祐一郎[2]
- シリーズ構成・脚本 - 瀬古浩司[2]
- キャラクターデザイン - 岸友洋[2]
- 美術監督・世界観設計 - 木村真二[2]
- 画面設計 - 淡輪雄介[2]
- 色彩設計 - 鷲田知子[2]
- 3DCGディレクター - 野本郁紀[2]
- 撮影監督 - 朴孝圭[2]
- 編集 - 吉武将人[2]
- 音響監督 - 藤田亜紀子[2]
- 音楽プロデューサー - 上野裕平
- 音楽プロデュース - (K)NoW NAME[2]
- 音楽 - (K)NoW_NAME:R・O・N
- プロデューサー - 齋藤雅哉、佐々木礼子、林武彦、青井宏之、多田祐一、富原大稀、平原唯灯、松本章宏、長谷川嘉範、吉川敦史
- アニメーションプロデューサー - 野田楓子
- 制作 - MAPPA[2]
- 製作 - ドロヘドロ製作委員会

### 主題歌
オープニングテーマおよびエンディングテーマは、すべて(K)NoW NAMEが手がけている。
「Welcome トゥ 混沌」
オープニングテーマ。作詞・歌はAyaka Tachibana、作曲・編曲はMakoto Miyazaki。
「Who am I ?」
第1話・第2話・第7話エンディングテーマ。作詞はAyaka Tachibana、作曲・編曲はMakoto Miyazaki、歌はAyaka TachibanaとNIKIIE。
「Night SURFING」
第3話・第4話エンディングテーマ。作詞はGenki Mitsuno、作曲・編曲はShuhei Mutsuki、歌はAyaka Tachibana。
「D.D.D.D」
第5話・第6話エンディングテーマ。作詞・歌はNIKIIE、作曲・編曲はShuhei Mutsuki。
「Strange Meat Pie」
第8話・第9話エンディングテーマ。作詞・歌はAyaka Tachibana、作曲・編曲はTetsuya Shitara。
「SECONDs FLY」
第10話・第11話エンディングテーマ。作詞・歌はNIKIIE、作曲・編曲はHiromitsu Kawashima。
「404」
第12話エンディングテーマ。作詞・歌はNIKIIEとAIJ、作曲・編曲はTetsuya Shitara。
「ドリームキノコ」
第9話挿入歌。作詞は林田球、作曲は(K)NoW_NAME:R・O・N、歌は煙（堀内賢雄）。

### 各話リスト
| 話数   | サブタイトル                       | 演出            | 作画監督                                              | 総作画監督        | 放送日         |
| ------ | ---------------------------------- | --------------- | ----------------------------------------------------- | ----------------- | -------------- |
| 第1話  | カイマン                           | 林祐一郎        | -                                                     | 小磯沙矢香        | 2020年 1月13日 |
| 第2話  | 袋の中                             | 新井宣圭        | 関みなみ 山崎杏理                                     | -                 | 1月20日        |
| 第2話  | 食事中はお静かに                   | 新井宣圭        | 関みなみ 山崎杏理                                     | -                 | 1月20日        |
| 第2話  | 隣の町の魔法使い                   | 新井宣圭        | 関みなみ 山崎杏理                                     | -                 | 1月20日        |
| 第3話  | 死者の夜――決闘！ 中央デパート前――  | 原英和          | 加藤雅之                                              | -                 | 1月27日        |
| 第4話  | 鴨のロースト魔法使い添え           | 徳土大介        | 小磯沙矢香                                            | -                 | 2月3日         |
| 第4話  | 舞踏会へは正装でおこしくださいませ | 徳土大介        | 小磯沙矢香                                            | -                 | 2月3日         |
| 第4話  | ゆく年くる年in”ホール”             | 徳土大介        | 小磯沙矢香                                            | -                 | 2月3日         |
| 第5話  | 魔法の国のカイマン                 | 新井宣圭        | 加藤雅之                                              | -                 | 2月10日        |
| 第6話  | キノコの山は食べ盛り               | 高橋謙仁        | 伊藤進也                                              | 関みなみ 吉田駒未 | 2月17日        |
| 第6話  | はじめてのケムリ                   | 高橋謙仁        | 伊藤進也                                              | 関みなみ 吉田駒未 | 2月17日        |
| 第6話  | マンホール哀歌                     | 高橋謙仁        | 伊藤進也                                              | 関みなみ 吉田駒未 | 2月17日        |
| 第7話  | オールスター☆夢の球宴              | 小松寛子        | 小松寛子 吉田駒未 山崎杏理                            | -                 | 2月24日        |
| 第8話  | いい日、旅立ち                     | 関野関十        | 井出上義英 長谷川早紀                                 | -                 | 3月2日         |
| 第8話  | ラララ怪人くん                     | 関野関十        | 井出上義英 長谷川早紀                                 | -                 | 3月2日         |
| 第8話  | いい日、旅立ち2                    | 関野関十        | 井出上義英 長谷川早紀                                 | -                 | 3月2日         |
| 第8話  | ゴージャス&モリモリ                | 関野関十        | 井出上義英 長谷川早紀                                 | -                 | 3月2日         |
| 第8話  | ブルーナイト・ランドへようこそ     | 関野関十        | 井出上義英 長谷川早紀                                 | -                 | 3月2日         |
| 第9話  | 嗚呼、『花煙』                     | 篠原ぱらこ 曹毅 | 吉田駒未 熊田明子 山崎杏理 清水貴子 池田智志 野田友美 | -                 | 3月9日         |
| 第9話  | すてきなミートパイ                 | 篠原ぱらこ 曹毅 | 吉田駒未 熊田明子 山崎杏理 清水貴子 池田智志 野田友美 | -                 | 3月9日         |
| 第9話  | 珍キノコ出現!!                     | 篠原ぱらこ 曹毅 | 吉田駒未 熊田明子 山崎杏理 清水貴子 池田智志 野田友美 | -                 | 3月9日         |
| 第10話 | ロンリー・カイマン                 | 曹毅            | 井出上義英 江田玲美                                   | 小磯沙矢香        | 3月16日        |
| 第10話 | ナイトメア・ビフォー               | 曹毅            | 井出上義英 江田玲美                                   | 小磯沙矢香        | 3月16日        |
| 第10話 | まんじゅうコワイ                   | 曹毅            | 井出上義英 江田玲美                                   | 小磯沙矢香        | 3月16日        |
| 第11話 | ザ・ボス                           | 新井宣圭        | 小松寛子 吉田駒未 山崎杏理                            | -                 | 3月23日        |
| 第11話 | 屋台で逢いましょう                 | 新井宣圭        | 小松寛子 吉田駒未 山崎杏理                            | -                 | 3月23日        |
| 第12話 | 思い出スクールデイズ               | 林祐一郎        | 小田剛生 井出上義英                                   | 小磯沙矢香        | 3月30日        |
| 第12話 | ボーイミーツガール＝バトル！       | 林祐一郎        | 小田剛生 井出上義英                                   | 小磯沙矢香        | 3月30日        |
| 第12話 | ゆびきりげんまん                   | 林祐一郎        | 小田剛生 井出上義英                                   | 小磯沙矢香        | 3月30日        |

### 放送局
| 放送期間                | 放送時間                     | 放送局   | 対象地域   | 備考                             |
| ----------------------- | ---------------------------- | -------- | ---------- | -------------------------------- |
| 2020年1月13日 - 3月30日 | 月曜 0:00 - 0:30（日曜深夜） | TOKYO MX | 東京都     |                                  |
|                         |                              | BS11     | 日本全域   | 製作参加 / BS放送 / 『ANIME+』枠 |
| 2020年1月15日 - 4月1日  | 水曜 3:00 - 3:30（火曜深夜） | 毎日放送 | 近畿広域圏 | 製作参加 / 『アニメ特区』第2部   |

インターネットではNetflixにて先行配信。

### BD
| 巻 | 発売日        | 収録話              | 規格品番   |
| -- | ------------- | ------------------- | ---------- |
| 上 | 2020年5月20日 | 第1話 - 第6話       | TBR-29397D |
| 下 | 2020年6月17日 | 第7話 - 第12話、OVA | TBR-29398D |

## その他
ドロヘドロ立体化計画「ドドド」
カイマンや煙、ニカイドウ、アス、鳥太などのフィギュアが毎月『IKKI』にて掲載されている。
ドドドで制作されたキャラクターフィギュアは、林田球の公式グッズを取り扱うフラッグショップ「Hz」にて一部が展示されている。
義援タオル
東北地方太平洋沖地震の災害復興支援チャリティープロジェクトとして、販売経費やデザイン費を一切含まないチャリティーグッズが制作された。
ニカイドウが経営する中華料理店「ハングリーバグ」の看板ロゴをモチーフにしたフェイスタオルが発売されている。